# Owen Tudor
Owen Tudor (1400. – 1461.) bio je velški dvorjanin i drugi suprug Katarine Valoiske (1401. – 1437.), udovice kralja Henrika V. Owen je bio djed Henrika VII., začetnika dinastije Tudor.

## Život s Katarinom od Valois
Henrik V. umro je 31. kolovoza 1422. godine te je njegova supruga, Katarina, ostala udovicom. Na početku je živjela sa svojim malim sinom, Henrikom VI., prije preseljenja u dvorac Wallingford na početku njegove vladavine. Vjeruje se da je Katarina 1427. godine započela svoju vezu s Edmundom Beaufortom, 2. vojvodom od Somerseta. Dokazi ove afere su upitni; međutim veza je potaknula parlamentarni statut kojim se regulira ponovno vjenčanje engleskih kraljica. Neki povjesničari tvrde da je ta afera rezultirala rođenjem Edmunda Tudora. 
"Po svojoj su prirodi dokazi o roditeljstvu Edmunda Tudora manje nego konačni, ali takve činjenice koje se mogu prikupiti dopuštaju prihvatljivu mogućnost da su Edmund 'Tudor' i Margaret Beaufort bili prvi rođaci i da su kraljevska kuća ' Tudor je zapravo izvirao iz Beauforta s obje strane." (G. L. Hariss, povjesničar)
Oženili su se jednog nepoznatog dana.

## Potomstvo
- Edmund (1430. – 1456.), 1. grof od Richmonda. Oženio je Margaretu Beaufort. Tri mjeseca prije rođenja svog sina, Henrika, umro je od kuge.
- Jasper (1431. – 1495.), 1. grof od Pembrokea. 1461. godine bio je proglašen izdajnikom od kralja Eduarda IV. Svejedno je postao 1. vojvoda od Bedforda 1485. godine. Bio je drugi suprug Katarine Woodville, sestre Elizabete Woodville (supruge Eduarda IV.). Nisu imali djece. Jasper je imao jednu nelegitimnu kći, Ellen Tudor.
- Eduard Tudor o kojem se skoro ništa ne zna (osim nagađanja i teorija bez konkretnih dokaza).
- nepoznata kći koja je postala časna sestra. Nema daljnjih zapisa o njoj.